# 余野 (豊能町)
余野（よの）は、大阪府豊能郡豊能町にある地名。

## 地理
豊能町の北東部に位置する。東は切畑、南東は木代、南西は川尻、北西は野間口、北は牧に接する。

### 河川
- 余野川

## 歴史

### 沿革
- 江戸期 - 摂津国能勢郡に余野村が所在。弘化元年（1844年）以降高槻藩永井氏預地。
- 1871年（明治4年）、大阪府の所属となる。
- 1889年（明治22年）、町村制の施行により、東能勢村の大字となる[5]。
- 1977年（昭和52年）、東能勢村が町制施行・改称して、豊能町となる。

## 世帯数と人口
2025年（令和7年）6月30日現在の世帯数と人口は以下の通りである。
| 町・字 | 世帯数  | 人口  |
| ------ | ------- | ----- |
| 余野   | 138世帯 | 300人 |

### 人口の変遷
国勢調査による人口の推移。
| 1995年（平成7年）  | 572人 | [ 6 ]  |  |
| 2000年（平成12年） | 497人 | [ 7 ]  |  |
| 2005年（平成17年） | 446人 | [ 8 ]  |  |
| 2010年（平成22年） | 415人 | [ 9 ]  |  |
| 2015年（平成27年） | 349人 | [ 10 ] |  |
| 2020年（令和2年）  | 313人 | [ 11 ] |  |

### 世帯数の変遷
国勢調査による世帯数の推移。
| 1995年（平成7年）  | 146世帯 | [ 6 ]  |  |
| 2000年（平成12年） | 165世帯 | [ 7 ]  |  |
| 2005年（平成17年） | 147世帯 | [ 8 ]  |  |
| 2010年（平成22年） | 152世帯 | [ 9 ]  |  |
| 2015年（平成27年） | 136世帯 | [ 10 ] |  |
| 2020年（令和2年）  | 130世帯 | [ 11 ] |  |

## 学区
町立小・中学校に通う場合、学区は以下の通りとなる。
| 番地 | 小学校               | 中学校               |
| ---- | -------------------- | -------------------- |
| 全域 | 豊能町立東能勢小学校 | 豊能町立東能勢中学校 |

## 事業所
2021年（令和3年）現在の経済センサス調査による事業所数と従業員数は以下の通りである。
| 町・字 | 事業所数 | 従業員数 |
| ------ | -------- | -------- |
| 余野   | 47事業所 | 532人    |

## 交通

### バス
2025年6月現在
- 阪急バス[14]
余野（東能勢中）
- 豊能町東地区デマンドタクシー[15]
  - 余野（東能勢中） → 切畑口 → 南ノ谷 → 妙見口

### 道路
- 国道423号
- 大阪府道109号余野車作線
- 大阪府道110号余野茨木線
- 大阪府道605号国崎野間口線

## 施設
- 豊能町役場
- 豊能警察署 余野交番
- 箕面市消防本部 豊能消防署 東出張所
- 豊能郵便局
- 豊能町立東能勢小学校
- 豊能町立東能勢中学校
- 遊仙寺

## 郵便
- 郵便番号：563-0219[3]（集配局：豊能郵便局[16]）。

## ギャラリー

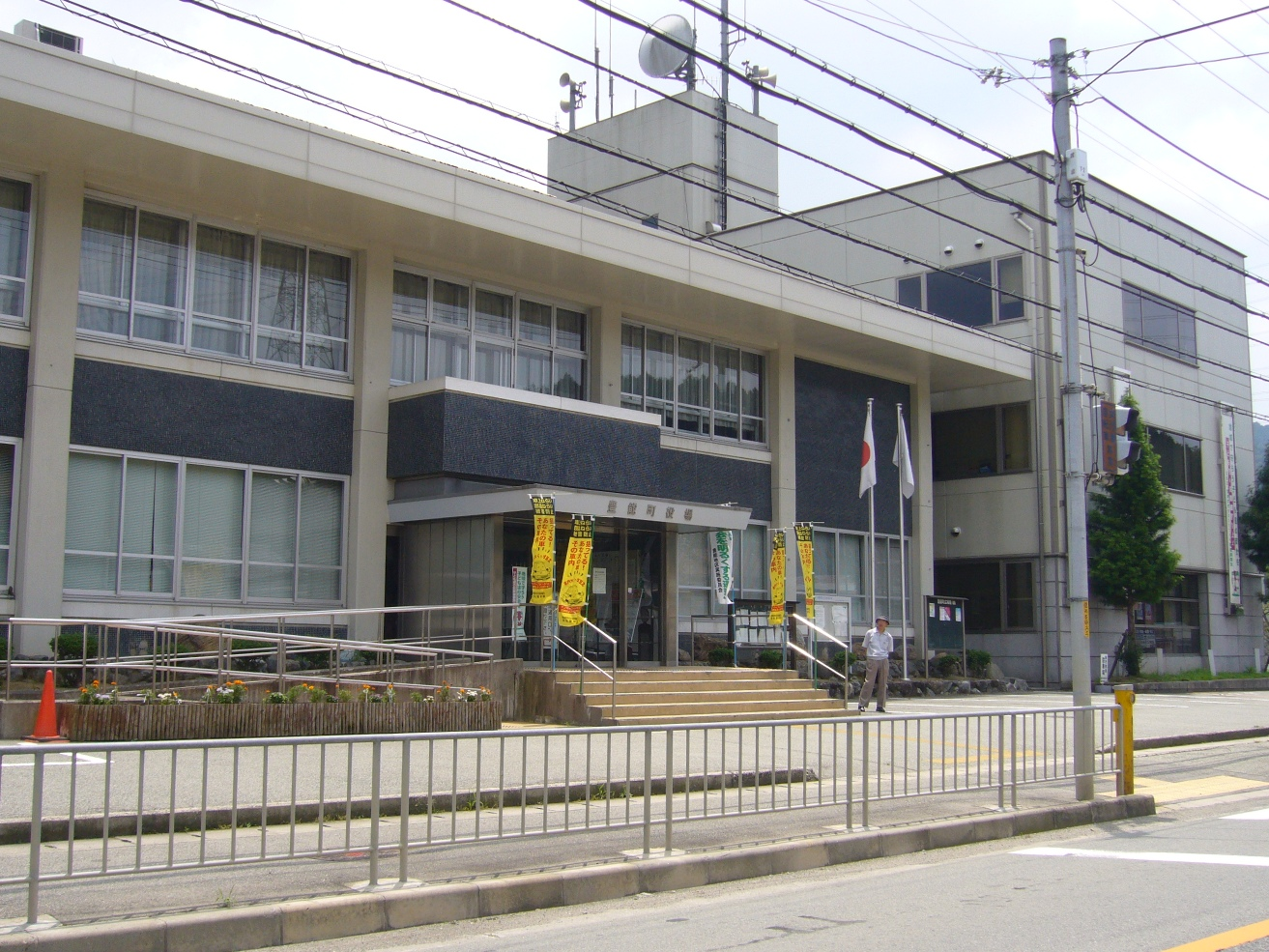
豊能町役場
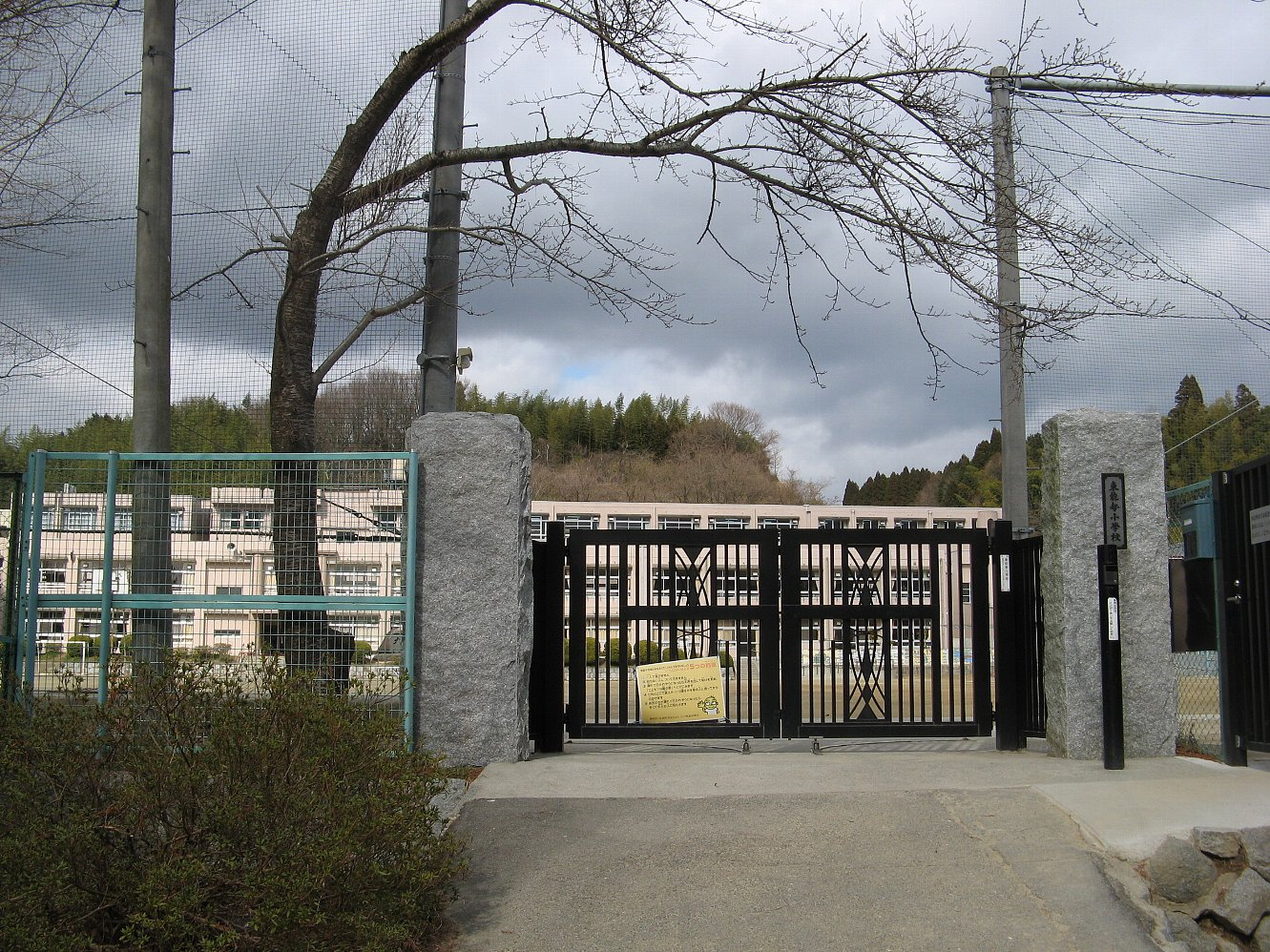
豊能町立東能勢小学校
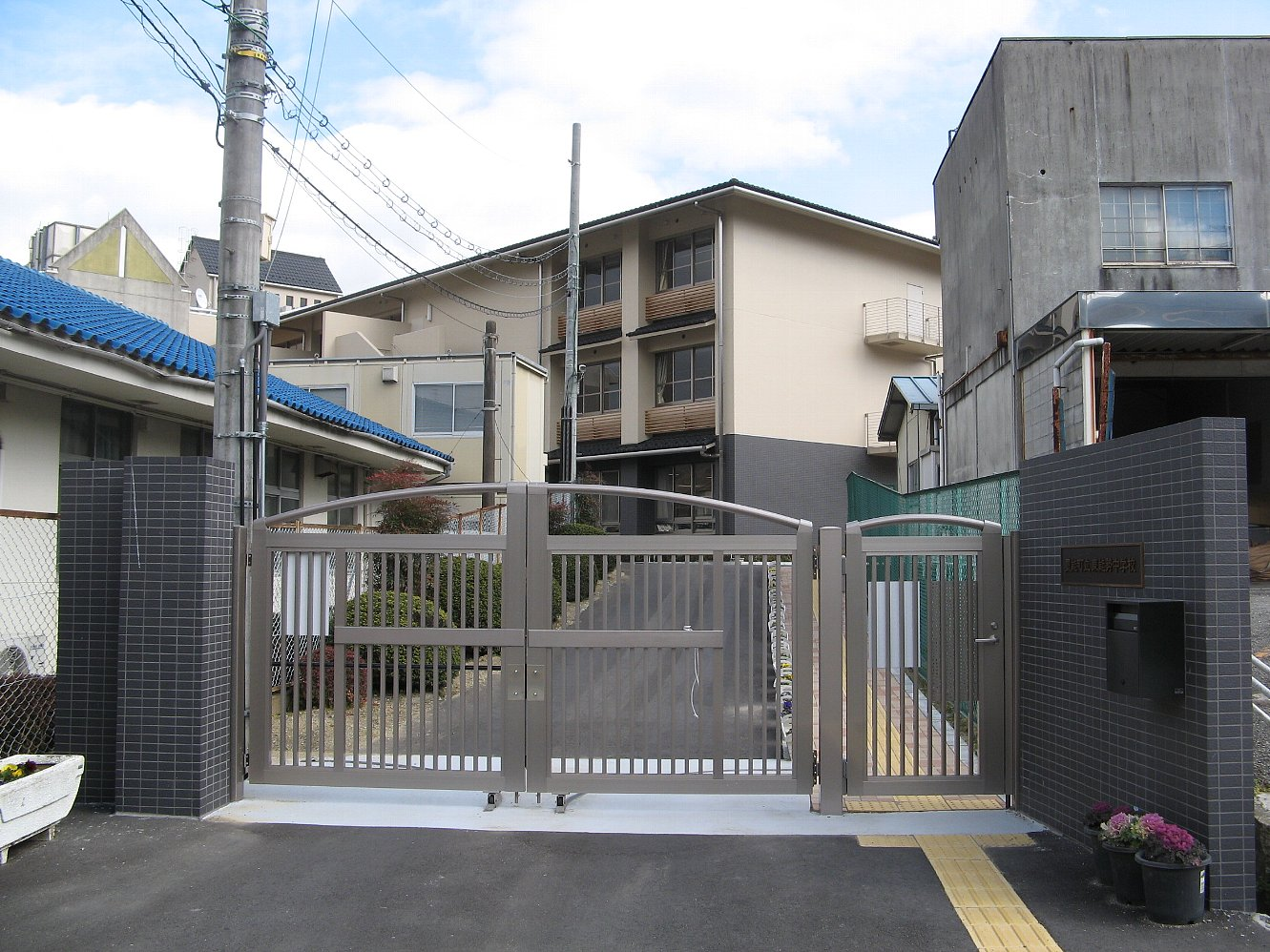
豊能町立東能勢中学校